# Landon Donovan
Landon Donovan és un exfutbolista professional estatunidenc nascut a Ontario, Califòrnia el 4 de març del 1982. Que jugava com a migcampista.

## Vida primerenca i carrera
Fill de Timothy Donovan i Donna Kenney-Cash, Donovan va créixer en Redlands, Califòrnia, i assistí al Redlands East Valley High School. Com tots els joves va ser actiu en el món de la gimnàstica i fou convidat a assistir al taller de capacitació olímpic a causa de la seua habilitat en tot l'esport. Donovan fou membre de la classe inaugural de la Federació de Futbol dels Estats Units en el programa de residència Bradenton, Florida amb molts dels actuals jugadors de la selecció incloent a Oguchi Onyewu, DaMarcus Beasley i Bobby Convey. Competí en el Mundial de Futbol Sub-17 de 1999, acabant en el quart lloc. Donovan rebé el baló d'or com el jugador destacat del torneig. Poc després del torneig, Donovan signà un contracte professional amb el club alemany Bayer Leverkusen, convertint-se en el més jove d'Amèrica per a signar amb un club estranger.